# Fenestella cestriensis
Fenestella cestriensis är en mossdjursart som beskrevs av Ulrich 1890. Fenestella cestriensis ingår i släktet Fenestella och familjen Fenestellidae. Utöver nominatformen finns också underarten F. c. turkestanica, beskriven av Nikiforova 1948